# Гейслер, Пётр Борисович
Пётр Борисович Гейслер (1977—2000) — лейтенант ВС РФ, Герой Российской Федерации (2001).

## Биография
Пётр Гейслер родился 13 июля 1977 года в городе Красноармейске Красноармейского района Кокчетавской области Казахской ССР (ныне — город Тайынша в Северо-Казахстанской области Казахстана). В 1994 году окончил среднюю школу. В августе того же года Гейслер был призван на службу в Вооружённые Силы Российской Федерации. В 1998 году он окончил Челябинское высшее танковое командное училище, после чего командовал танковым взводом в Волгограде.
С сентября 1999 года Гейслер участвовал в боях второй чеченской войны, стал командиром танковой роты. Неоднократно отличался в боях. Так, во время боя за станцию Червлёная-Узловая, длившегося сутки, он не потерял ни одного танка своей роты, при этом уничтожив несколько десятков сепаратистов. В дальнейшем рота Гейслера успешно поддержала мотострелковое подразделение при зачистке в селе Алхан-Чуртский, в результате чего боевики не успели подорвать ёмкости с хлором. В январе 2000 года Гейслер участвовал в штурме Грозного, в частности, в штурме Грозненского консервного завода. На западном берегу Сунжи он три дня удерживал плацдарм, отразив несколько контратак. Когда танк Гейслера был подбит, он перешёл в другой и продолжил сражаться, заставив сепаратистов отойти. В марте 2000 года он принимал участие в штурме села Комсомольское. 12 марта 2000 года он заменил собой погибшего наводчика танка и лично вёл огонь по противнику, несмотря на два полученных ранения. В том бою Гейслер погиб. Похоронен в городе Тайынша.
Указом Президента Российской Федерации от 12 апреля 2001 года за «мужество и героизм, проявленные при проведении контртеррористической операции на территории Северо-Кавказского региона» гвардии лейтенант Пётр Гейслер посмертно был удостоен высокого звания Героя Российской Федерации. Был также награждён двумя медалями.